# Bathycrinus gracilis
Bathycrinus gracilis is een haarster uit de familie Bathycrinidae.
De wetenschappelijke naam van de soort werd in 1877 gepubliceerd door Charles Wyville Thomson.